# Pterothysanus laticilia
Pterothysanus laticilia Walker, 1854 è un lepidottero appartenente alla famiglia Callidulidae, diffuso in Asia meridionale e sud-orientale.

## Etimologia
L'epiteto specifico trae origine dai termini latini lātus (ampio, esteso) e cĭlĭum (ciglio), con riferimento alle lunghe frangiature visibili sulle ali posteriori di questi lepidotteri.

## Descrizione
Si tratta di una falena eteroneura appartenente ai Ditrysia, con un'apertura alare di circa 62 mm, e dalle abitudini sia diurne, sia notturne. L'aspetto generale è apparentemente simile a quello di una farfalla.

### Adulto

#### Capo
Il capo è ricoperto da scaglie piliformi di colore giallo-arancio.
Gli occhi sono rossi e rivelano la presenza di minutissime setole interommatidiali; gli ocelli sono assenti, mentre i chaetosemata sono ben sviluppati.
Nell'apparato boccale, i lobi piliferi sono presenti, come pure la spirotromba, non molto lunga e priva di scaglie. I palpi mascellari sono ridotti. I palpi labiali sono giallastri, ascendenti e trisegmentati, col III articolo che termina con un organo di vom Rath ben definito.
Le antenne sono rosse alla base, filiformi e molto corte, con lunghezza inferiore a un terzo di quella della costa dell'ala anteriore; i sensilli tricoidei sono di lunghezza ridotta.

#### Torace
Il protorace è rossastro.
Nelle zampe, le tibie sono munite di spine e sono presenti speroni tibiali con formula 0-0-2; nel tarso delle zampe anteriori, il IV tarsomero è munito sulla superficie ventrale di una coppia di robuste spine apicali, mentre il distitarso ne è privo.
L'ala anteriore presenta dorsalmente una colorazione di fondo nerastra, di solito unitaria a livello della costa, ma interrotta posteriormente da diverse macchie bianche, di forma e dimensioni molto variabili, che possono anche fondersi tra loro. Per quanto riguarda le nervature, R parte dalla cellula discale ed è libera, come pure Rs1 ed Rs4, mentre Rs2 ed Rs3 si separano a partire da un'unica nervatura; M2 è posizionata nettamente più vicina a M3 che a M1; CuP è sostituita da una piega; 1A+2A è priva di biforcazione alla base.
Nell'ala posteriore, si osservano tre distinte serie di macchie bianche, a livello basale, discale e post-marginale, talvolta unite in vere e proprie fasce irregolari che diventano predominanti sulla colorazione scura di fondo. È visibile una sorta di sperone omerale su Sc+R; quest'ultima nervatura si avvicina fino a sfiorare Rs per un certo tratto, verso la metà della cellula discale; anche qui M2 risulta più vicina a M3 che non a M1; non si osserva CuP, sostituita da una plica. Nei maschi sono presenti delle evidenti frangiature biancastre, costituite da scaglie piliformi disposte soprattutto lungo la parte posteriore del termen e il margine interno.
Nel maschio manca un retinaculum sulla subcosta, mentre il frenulum è presente in entrambi i sessi; la spinarea è assente.

#### Addome
L'addome, biancastro ma un po' più scuro nei maschi, è privo di organi timpanici, così come il torace; i bordi laterali del I tergite sono connessi anteriormente al II sternite attraverso uno sclerite tergosternale completo; i tergiti III-VI sono più ristretti di quanto si possa osservare nelle Callidulinae e nelle Griveaudiinae.
Nell'apparato genitale maschile, le valve sono unite ventralmente rispetto alla juxta; non si osserva uno gnathos completo, mentre l'uncus appare ristretto nella parte distale, quasi a formare una sorta di uncino; l'edeago presenta un piccolo coecum penis.
Nel genitale femminile, l'ostium bursae è situato proprio in prossimità del margine anteriore arcuato dell'VIII sternite; le apofisi sono alquanto pronunciate; l'ovopositore appare appiattito e quadrilobato.

### Uovo
L'uovo è provvisto di un chorion liscio, e risulta alquanto appiattito.

### Larva
Non sono state descritte le larve di questa specie.

### Pupa
Non si conoscono le pupe delle specie di Pterothysanus, sebbene in base alla descrizione di una crisalide di Caloschemia (l'altro genere delle Pterothysaninae), eseguita da Joël Minet nel 1987, si suppone che possano essere anch'esse obtecte e prive di cremaster, quindi presumibilmente ipogee.

## Biologia
Si possiedono pochissime informazioni riguardo alla biologia della specie. Gli adulti sono attivi sia di giorno, sia di notte.

### Alimentazione
Non si conoscono le piante nutrici per le specie delle Pterothysaninae, sebbene si ritenga che, come per le altre Callidulidae, questi bruchi possano essere pteridofagi, ossia si alimentino di foglie di felce.

## Distribuzione e habitat
Il taxon è presente, nell'ecozona orientale e in particolare in India, Bangladesh, Birmania, Thailandia, Cambogia e Vietnam.
L'habitat è rappresentato dal sottobosco della foresta pluviale.

## Tassonomia
Pterothysanus laticilia Walker, 1854 - List Spec. Lepid. Insects Colln Br. Mus. 2: 401 - locus typicus: Sylhet, Bangladesh.

### Sottospecie
Non sono state individuate sottospecie.

### Sinonimi
Sono stati riportati i seguenti sinonimi:
- Pterothysanus lanaris Butler, 1884 - Ann. Mag. nat. Hist. (5) 14(84): 406 - locus typicus: incerto (Himalaya, India settentrionale?)[8]
- Pterothysanus noblei Swinhoe, 1889 - Proc. Zool. Soc. Lond. 1889: 401, tav. 44, fig. 3 - locus typicus: Prome, Birmania.[9]
- Pterothysanus orleans Oberthür, 1893 - Ét. ent. 17: 15, tav. 4, fig. 37 - locus typicus: Tonchino settentrionale, Vietnam.[10]

Va inoltre detto che, secondo alcune fonti, il genere Pterothysanus sarebbe da considerarsi monotipico; in tal caso andrebbe attribuito lo status di sinonimi di P. laticilia anche alle seguenti specie:
- Pterothysanus atratus Butler, 1885 - Ann. Mag. nat. Hist. (5) 16(95): 346, tav. 8, fig. 3 - locus typicus: Assam, India.[11]
- Pterothysanus pictus Butler, 1884 - Ann. Mag. nat. Hist. (5) 14(84): 407 - locus typicus: isola di Elephanta, Mumbai, Maharashtra, India.[8]

## Conservazione
La specie non è stata inserita nella Lista rossa IUCN.

### Testi
- (EN) Barlow, H. S., An Introduction to the Moths of South East Asia, d'Abrera, B., Kuala Lumpur and Faringdon, U.K., The Malayan Nature Society and E.W. Classey, 1982,  pp. x+305; 50 pls, ISBN 9780860960188, OCLC 252308130.
- (EN) Capinera, J. L. (Ed.), Encyclopedia of Entomology, 4 voll., 2nd Ed., Dordrecht, Springer Science+Business Media B.V., 2008,  pp. lxiii + 4346, ISBN 978-1-4020-6242-1, LCCN 2008930112, OCLC 837039413.
- Castiglioni, L. & Mariotti, S., IL - Vocabolario della lingua latina, Brambilla, A. & Campagna, G., 30ª ristampa, Torino, Loescher, 1983  [1966],  p. 2493, ISBN 978-88-201-6657-1, LCCN 76485030, OCLC 848632390.
- (EN) Grimaldi, D. A.; Engel, M. S., Evolution of the insects, Cambridge [U.K.]; New York, Cambridge University Press, maggio 2005,  pp. xv + 755, ISBN 978-0-521-82149-0, LCCN 2004054605, OCLC 56057971.
- (EN) Hampson, G. F., Family Pterothysanidae (PDF), in Blanford, W. T. (Ed.). The Fauna of British India, including Ceylon and Burma, Moths, vol. 1., Londra, Taylor & Francis, 1892,  pp. 430-432, DOI:10.5962/bhl.title.100745, ISBN non esistente, LCCN 01026626, OCLC 928803451.
- (DE) Kobes, L. W. B., The Callidulidae of Sumatra, in Heterocera sumatrana, Vol. 6 - Limacodidae, Ratardidae, Callidulidae, Brahmaeidae, Lasiocampidae, Gottingen, Heterocera Sumatrana Society, 1990,  pp. 101-115, ISBN 9783925055096, OCLC 488100556.
- (EN) Kristensen, N. P. (Ed.), Handbuch der Zoologie / Handbook of Zoology, Band 4: Arthropoda - 2. Hälfte: Insecta - Lepidoptera, moths and butterflies, Kükenthal, W. (Ed.), Fischer, M. (Scientific Ed.), Teilband/Part 35: Volume 1: Evolution, systematics, and biogeography, ristampa 2013, Berlino, New York, Walter de Gruyter, 1999  [1998],  pp. x, 491, ISBN 978-3-11-015704-8, OCLC 174380917.
- (FR) Oberthür, C., Études d'entomologie: Faunes entomologiques; descriptions d'insectes nouveaux ou peu connus (PDF), Fasc. 17: lépidoptères d'Asie et d'Afrique, Rennes, Imprimerie Oberthür et fils, 1893  [1876-1896],  pp. viii; 36; 4 tavv., DOI:10.5962/bhl.title.9398, ISBN non esistente, LCCN unk82011795, OCLC 941845087.
- (DE) Pagenstecher, A., Callidulidae, bearbeitet von dr. Arnold Pagenstecher - Mit 19 abbildungen (PDF), collana Das Tierreich, Vol. 17, Berlino, R. Friedländer und Sohn, 1902,  p. 21, DOI:10.5962/bhl.title.1237, ISBN non esistente, LCCN 06035713, OCLC 3623513.
- (EN) Scoble, M. J., The Lepidoptera: Form, Function and Diversity, seconda edizione, London, Oxford University Press & Natural History Museum, 2011  [1992],  pp. xi, 404, ISBN 978-0-19-854952-9, LCCN 92004297, OCLC 25282932.
- (EN) Seitz, A., Family: Callidulidae, in The Macrolepidoptera of the World, Vol. 10, Stoccarda, Verlag des Seitz'schen werkes (A. Kernen), 1924,  pp. 491-496, ISBN non esistente, LCCN unk82065024, OCLC 41184004.
- (EN, LA) Walker, F., List of the specimens of lepidopterous insects in the collection of the British Museum (PDF), collana Order of the Trustees, Vol. 2, Londra, 1854  [1854-66],  p. 401, DOI:10.5962/bhl.title.58221, ISBN non esistente, OCLC 9610924.